# Thất Lý Hà

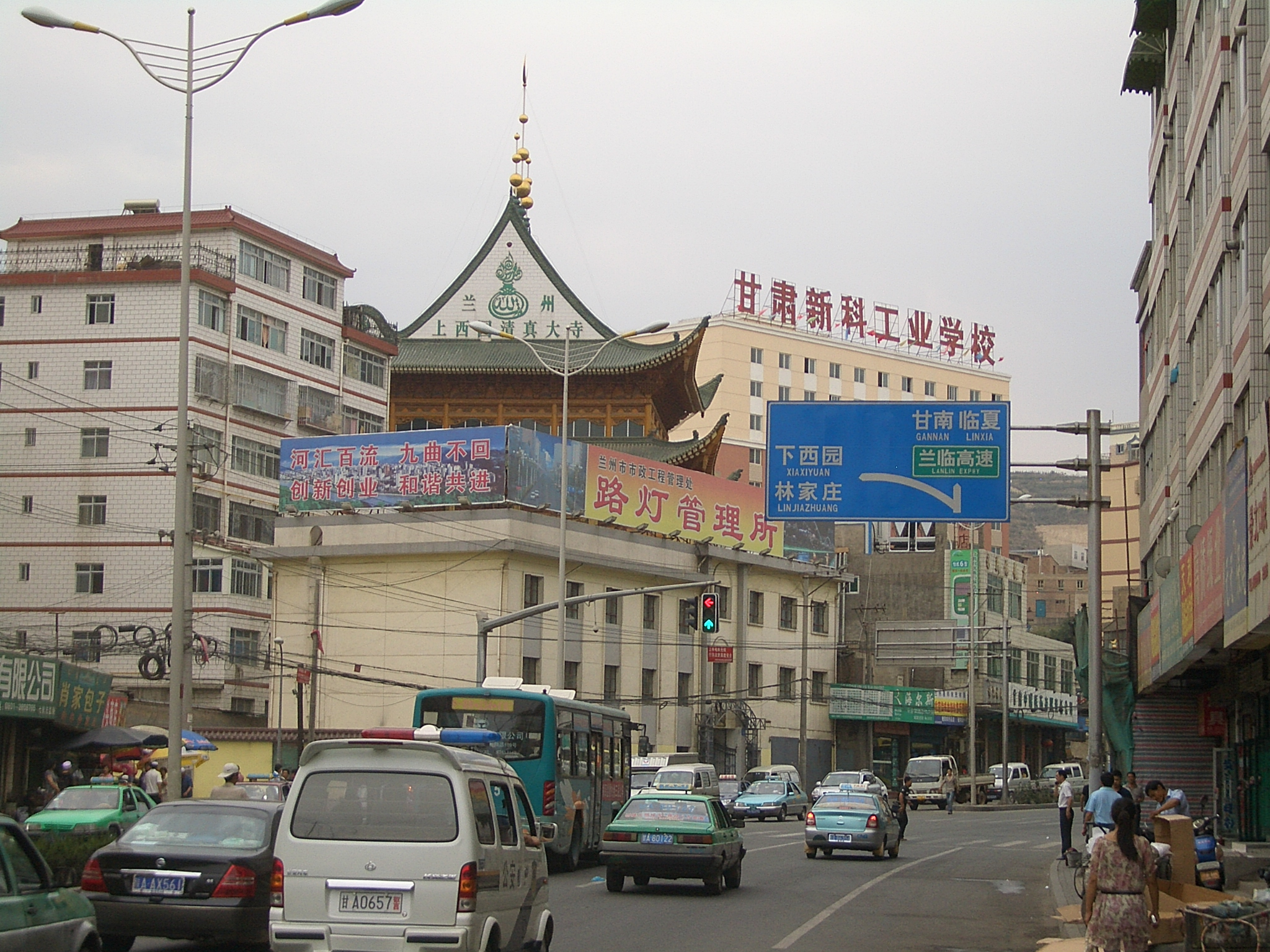
Một góc thành phố Thất Lý Hà, quận thuộc địa cấp thị Lan Châu, tỉnh Cam Túc, Trung Quốc.

Thất Lý Hà (tiếng Trung phồn thể: 七里河區, Hán Việt: Thất Lý Hà khu) là một quận thuộc địa cấp thị Lan Châu (蘭州市) của tỉnh Cam Túc, Cộng hòa Nhân dân Trung Hoa. Quận này có diện tích 398,48 km2, dân số 478.500 người. Quận này có các đơn vị hành chính trực thuộc gồm 9 nhai đạo, 4 trấn, 4 hương. Các dân tộc ở đây có người Hán, Hồi, Mông Cổ, tổng cộng có 28 dân tộc.